# Alfonso Artabe
Alfonso Artabe Meca (* 18. August 1988 in Palma) ist ein spanischer Fußballspieler.

## Karriere
Artabe begann seine Karriere beim RCD Mallorca. Zur Saison 2007/08 wechselte er zum Viertligisten CD Ferriolense. Zur Saison 2008/09 zog er weiter zum CD Universidad de Oviedo. Zur Saison 2009/10 wechselte er zur Reserve von Real Oviedo. Im Februar 2010 debütierte er für die erste Mannschaft von Oviedo in der Segunda División B. Insgesamt kam er zu sieben Einsätzen für Oviedo. Zur Saison 2011/12 schloss er sich dem CE Manacor an. Für Manacor kam er zu 31 Drittligaeinsätzen, mit dem Team stieg er aber aus der Segunda División B ab.
Daraufhin wechselte Artabe zur Saison 2012/13 zur UE Llagostera. Für Llagostera kam er zu 24 Drittligaeinsätzen. Zur Saison 2013/14 wechselte er zur AE Prat. Für die Katalanen kam er zu 28 Einsätzen, ehe er auch mit ihnen aus der dritten Liga abstieg. Zur Saison 2014/15 wechselte er anschließend zu Atlético Baleares, wo er 27 Mal zum Einsatz kam. Zur Saison 2015/16 wechselte der Abwehrspieler nach Belgien zum Erstligisten VV St. Truiden. Für St. Truiden spielte er achtmal in der Division 1A, ehe er den Verein im Februar 2016 vorzeitig verließ.
Nach mehreren Monaten ohne Klub wechselte er zur Saison 2016/17 nach Zypern zu Ermis Aradippou. Für Ermis absolvierte er 33 Partien in der First Division. Im Juli 2017 wechselte er nach Hongkong zum Hong Kong Pegasus FC, den er aber ohne Einsatz bereits im September 2017 wieder verließ. Im Januar 2018 kehrte er anschließend zu Ermis zurück und absolvierte weitere 14 Partien in Zyperns höchster Spielklasse.
Zur Saison 2018/19 wechselte Artabe nach Rumänien zum FC Voluntari. Für Voluntari spielte er viermal in der Liga 1, ehe sein Vertrag im August 2018 wieder aufgelöst wurde. Im Januar 2019 wechselte er dann ein drittes Mal nach Zypern, diesmal zu Doxa Katokopia. Für Doxa absolvierte er acht Partien. Zur Saison 2020/21 kehrte er wieder nach Spanien zurück und schloss sich dem Drittligisten CD Covadonga an. Für Covadonga kam er zu 32 Einsätzen in der Segunda División B, aus der er mit dem Team aber abstieg. Im Anschluss wechselte er zur Saison 2021/22 in die Slowakei zum Erstligisten MFK Zemplín Michalovce. Für Zemplín absolvierte er 22 Spiele in der Fortuna liga.
Zur Saison 2022/23 wechselte Artabe zum österreichischen Regionalligisten SV Stripfing. Ohne Einsatz für Stripfing kehrte er bereits im September 2022 nach Manacor zurück; ein Jahr später ging er in die Tercera Federación zu Llosetense.

## Persönliches
Sein Vater und Onkel waren ebenfalls Fußballspieler, kamen aber nie ins Profigeschäft. Sein Großvater Francisco Javier Artabe Erezcano war in den 1950er und 1960er Jahren Erstligaprofi in Oviedo.